# Idruro di alluminio
L'idruro di alluminio (noto anche come alano) è un composto chimico avente come formula AlH3. È un solido instabile sopra i 150 °C. Ha proprietà riducenti e reagisce violentemente con acqua e altre sostanze protiche liberando idrogeno. Non ha utilizzi pratici significativi, e non è disponibile in commercio.

## Storia
AlH3 fu sintetizzato per la prima volta nel 1942 da Egon Wiberg (1901-1976).

## Struttura
L'idruro di alluminio è un solido polimerico. Sono possibili molti polimorfi, chiamati α-,  β-, γ-, δ-, ε- e θ-AlH3. La forma α-AlH3 è la più stabile e ne è stata determinata la struttura tramite diffrazione dei raggi X e diffrazione neutronica. Ogni atomo di alluminio è circondato da sei atomi di idrogeno che fanno da ponte ad altri sei atomi di alluminio. Le distanze Al–H sono tutte equivalenti (172 pm) e l'angolo Al–H–Al è di 141°.
|                           |                     |                    |
| Cella primitiva di α-AlH3 | Coordinazione di Al | Coordinazione di H |

## Sintesi
La sintesi più conveniente si effettua facendo reagire in soluzione eterea di tetraidroalluminato di litio LiAlH4 e tricloruro di alluminio AlCl3 in condizioni rigidamente controllate. A seconda delle condizioni usate si può determinare quale polimorfo ottenere:
3LiAlH4 + AlCl3 + nEt3O →  4[AlH3(Et3O)n]  +  3LiCl

## Reattività
L'idruro di alluminio è instabile sopra i 150 °C; ha proprietà riducenti e reagisce violentemente con acqua e altre sostanze protiche liberando idrogeno.

## Applicazioni
L'idruro di alluminio non ha utilizzi pratici significativi, e non è disponibile in commercio. È stato studiato come possibile additivo per propellenti solidi per razzi. Inoltre, essendo una sostanza contenente idrogeno nel proprio reticolo cristallino, è stato studiato come materiale di potenziale interesse nello sviluppo di veicoli alimentati a idrogeno. Nessuna di queste applicazioni ha finora (2013) avuto successo.